# Saint-Clément (Allier)
Saint-Clément ist eine französische Gemeinde mit 284 Einwohnern (Stand: 1. Januar 2022) im Département Allier in der Region Auvergne-Rhône-Alpes (bis 2015 Auvergne). Sie gehört zum Arrondissement Vichy und zum Kanton Lapalisse. 

## Geographie
Saint-Clément liegt etwa 22 Kilometer ostsüdöstlich von Vichy.
Die Nachbargemeinden von Saint-Clément sind Châtel-Montagne im Norden, Saint-Nicolas-des-Biefs im Osten, La Chabanne im Süden, Ferrières-sur-Sichon im Südwesten sowie Le Mayet-de-Montagne im Westen.

## Bevölkerungsentwicklung
| Jahr                       | 1962 | 1968 | 1975 | 1982 | 1990 | 1999 | 2006 | 2011 | 2019 |
| Einwohner                  | 605  | 489  | 417  | 346  | 328  | 330  | 349  | 351  | 288  |
| Quellen: Cassini und INSEE |      |      |      |      |      |      |      |      |      |

## Sehenswürdigkeiten

Kirche Saint-Denis

- Kirche Saint-Denis